# Sutter County
Sutter County je okres ve státě Kalifornie v USA. K roku 2010 zde žilo 94 737 obyvatel. Správním městem okresu je Yuba City. Celková rozloha okresu činí 1 576,2 km².

## Sousední okresy
| Růžice kompasu |               | Butte County                    |               | Růžice kompasu |
| Růžice kompasu | Colusa County | Sever                           | Yuba County   | Růžice kompasu |
| Růžice kompasu | Colusa County | Sutter County                   | Yuba County   | Růžice kompasu |
| Růžice kompasu | Colusa County | Jih                             | Yuba County   | Růžice kompasu |
| Růžice kompasu |               | Sacramento County a Yolo County | Placer County | Růžice kompasu |